# Marco Cavagna
Marco Cavagna, né en 1958 et mort le 9 août 2005, est un astronome amateur italien qui observait depuis l'observatoire de Sormano.
D'après le Centre des planètes mineures, il a découvert ou co-découvert dix-neuf astéroïdes, entre 1994 et 1998.
L'astéroïde (10149) Cavagna porte son nom.

## Astéroïdes découverts
| (7199) Brianza[1] | 28 mars 1994      |
| (7848) Bernasconi[2] | 22 février 1996   |
| (8106) Carpino[3] | 23 décembre 1994  |
| (8935) Beccaria[3] | 11 janvier 1997   |
| (13777) Cielobuio[2] | 20 octobre 1998   |
| (16682) Donati[1] | 18 mars 1994      |
| (19287) Paronelli[2] | 22 février 1996   |
| (19318) Somanah[4] | 2 décembre 1996   |
| (23571) Zuaboni[5] | 1er janvier 1995  |
| (31254) Totucciogrisanti[6] | 27 février 1998   |
| (33035) Pareschi[2] | 27 septembre 1997 |
| (33151) Tomasobelloni[7] | 25 février 1998   |
| (35316) Monella[2] | 11 janvier 1997   |
| (55854) Stoppani[6] | 8 novembre 1996   |
| (69971) Tanzi | 18 novembre 1998  |
| (79382) 1997 GC4[6] | 8 avril 1997      |
| (85433) 1997 CJ22[1][2] | 13 février 1997   |
| (185688) 1997 CC6[2] | 6 février 1997    |
| (185733) Luigicolzani[2] | 28 novembre 1998  |
| 1. avec Valter Giuliani 2. avec Augusto Testa 3. avec Piero Sicoli 4. avec Francesco Manca 5. avec Emanuela Galliani 6. avec Paolo Chiavenna 7. avec Pierangelo Ghezzi |                   |